# Summer Night City
Summer Night City är en poplåt inspelad och framförd av den svenska gruppen Abba. Låten skrevs och producerades av gruppmedlemmarna Björn Ulvaeus och Benny Andersson. 

## Historia
Inspelningen av "Summer Night City" påbörjades 30 maj 1978 och den första demoinspelningen hade arbetstiteln "Kalle Skändare". Abba:s nya inspelningsstudio, Polar Music Studio, hade invigts på Kungsholmen i Stockholm den 18 maj, men var ännu inte klar att börja användas, så inspelningen av denna låt började i Metronome Studio. "Summer Night City" spelades in under en period då nya låtar skrevs för gruppens kommande album, Voulez-Vous. Dock kom låten att exkluderas från albumet när det släpptes våren 1979. 
Under inspelningsperioden kom låten att prövas i olika arrangemang och hade ett 43-sekunders balladliknande intro med stråkar, men detta klipptes bort innan låten släpptes. Trots flera olika inspelningsförsök var gruppen ändå inte helt nöjd med resultatet och att mixa den färdiga inspelningen tog minst en vecka; längre än någon annan Abba-låt. 
Den tidigare outgivna längre versionen med balladliknande intro släpptes slutligen på CD-boxen Thank You for the Music 1994. Under gruppens världsturné 1979 framförde de låten med ett liknande lugnare intro spelat på Benny Anderssons synthesizer. En liveinspelning från världsturnén släpptes på samlingsalbumet Äntligen sommarlov! 1983.
En musikvideo spelades in i Stockholm i regi av Lasse Hallström.  
"Summer Night City" togs med på gruppens samlingsalbum Greatest Hits Vol. 2 hösten 1979 samt på More Abba Gold – More Abba Hits 1993. 

### Singelskiva
Gruppen släppte "Summer Night City" på singelskiva den 6 september 1978, deras första nya material på nio månader. Som B-sida på singeln valdes ett tre år gammalt medley med de amerikanska folkvisorna "Pick a Bale of Cotton", "On Top of Old Smokey" och "Midnight Special", vilka gruppen hade spelat in redan 1975. Denna inspelning är den enda som Abba släppte som de själva inte hade skrivit. 
Trots Abba:s negativa inställning blev "Summer Night City" en hitlåt som toppade listorna i Sverige, Finland och Irland. Den var gruppens sista singeletta i Sverige fram till att "Don't Shut Me Down" blev etta på Sverigetopplistan i september 2021. "Summer Night City" var gruppens första singel sedan "SOS" 1975 att inte nå topp 3 på den brittiska singellistan.
Eftersom "Summer Night City" utelämnades från gruppens kommande album, blev detta den andra av Abba:s singlar som inte togs med på något studioalbum (den första var "Fernando").

## Listplaceringar
| Lista (1978)   | Placering |
| -------------- | --------- |
| Australien     | 13        |
| Belgien        | 2         |
| Finland        | 1         |
| Frankrike      | 15        |
| Irland         | 1         |
| Japan          | 24        |
| Kanada         | 34        |
| Mexiko         | 10        |
| Nederländerna  | 5         |
| Norge          | 3         |
| Nya Zeeland    | 37        |
| Rhodesia       | 4         |
| Schweiz        | 5         |
| Storbritannien | 5         |
| Sverige        | 1         |
| Västtyskland   | 6         |
| Österrike      | 18        |

## Coverversioner
- En digipackutgåva av hårdrocksgruppen Therions album Secret of the Runes innehåller deras cover på låten. Det finns också en liveversion på deras album Live in Midgård. De har också producerat en musikvideo för studioversionen.
- 2005 spelade israeliske Offer Nissim in låten på sitt album First Time.
- Eurotranceprojektet Abbacadabra släpptes av Almighty Records under 1990-talet.
- 2004 gav den svenske musikern Nils Landgren ut sin version av låten på sitt album Funky Abba.
- 2009 gav den ryska sångaren Roma Kenga ut sin version av låten.
- Danceversioner av låten har givits ut av Angeleyes på deras album ABBAdance 1999, Jill Dreski, Astaire, australiska Donna Burke och DJ Ensamble.